# LEAD engine
LEAD engine — игровой движок, разработанный для внутреннего использования компанией Ubisoft. Первым продуктом на основе данного движка стала компьютерная игра Tom Clancy's Splinter Cell: Conviction, созданная канадским подразделением основной компании, Ubisoft Montreal, и вышедшая 13 апреля 2010 года.

## История разработки
В основу LEAD положен другой игровой движок компании, носящий внутреннее название SCX. SCX представляет собой модифицированную версию Unreal Engine 2.5. Этот движок был использован в играх Splinter Cell: Chaos Theory и Splinter Cell: Double Agent. Специализированные сайты обычно помечали эти игры как «основанные на (модифицированном) движке Unreal Engine 2». Примечательно, что при создании LEAD по неизвестным причинам не были использованы усовершенствования движка SCX, сделанные для игры Double Agent.
«Я бы сказал, что на 90% он основан на Unreal Engine 2. Мы до сих пор используем Unreal Engine 2 в некоторых местах, но с ним уже не так много возможностей. По сути, мы построили движок с нуля, учитывая геймплей, физику, а также взаимодействие между различными системами, что стало для нас настоящим испытанием. Это действительно помогло создать собственный движок под названием LEAD — сообщал Томас Геффронд из Ubisoft
Первая игра, созданная на движке LEAD — Tom Clancy's Splinter Cell: Conviction — вышла 13 апреля 2010 на игровой консоли Xbox 360 и 27 апреля 2010 года — на ПК. Версия для ПК была портирована с Xbox 360. Реализован ряд улучшений: увеличено разрешение теней, поддерживается шестнадцатикратный антиалиасинг с анизотропной фильтрацией, максимальное разрешение экрана поднято до 2560x1440 пикселей. Некоторые сайты в опубликованных рецензиях на игру упоминали о наличии в PC-версии программных недоработок (багов), а также о плохой оптимизации.
В дальнейшем он был задействован также в I Am Alive, приключенческой игре с элементами экшена и выживания 2012 года, а также в Tom Clancy's Splinter Cell: Blacklist, продолжении Conviction, выпущенной в 2013 году.

## Технические характеристики

Скриншот из игры Splinter Cell: Conviction. На переднем плане изображен главный герой игры, Сэм Фишер. Задний план расфокусирован, что достигается применением пост-фильтра глубины резкости.

Основным отличием от предшественника — движка SCX, который, в свою очередь, основан на Unreal Engine 2.5, является существенно изменённый графический движок — компонент игрового движка, который отвечает за рендеринг (вывод) изображения. Кроме того, была проведена оптимизация для работы на многоядерных процессорах, встроен физический движок Havok 3 (оригинальный Unreal Engine 2.5 комплектуется интегрированным Karma, в то время как SCX использует Havok 2), добавлена поддержка игровой консоли Xbox 360.
Движком поддерживаются как открытые (англ. outdoor), так и закрытые (англ. indoor) локации.

### Рендерер (графический движок)
Для вывода изображения используется API DirectX 9. Реализация поддержки DirectX 11 не предполагалась.
Ниже перечислена часть основных нововведений движка LEAD, которые касаются графической составляющей.
- Улучшенные возможности работы с тенями и освещением:
  - Переработанная модель освещения.
  - Поддержка динамических теней и источников освещения.
  - Поддерживается окружающее затенение (англ. ambient occlusion).
  - Применение каскадных карт теней (англ. cascaded shadow maps).

- Применение рельефного текстурирования (paralax, normal mapping).

- Возможность взаимодействия с предметами окружения и их частичная повреждаемость.

- Комбинация сильного антиалиасинга с эффектом HDR.

- Глубина резкости и различные пост-эффекты обработки.

## Игры, использующие LEAD
- 2010 — Tom Clancy's Splinter Cell: Conviction компании Ubisoft Montreal[4][5][6][7]

- 2012 — I Am Alive компаний Darkworks и Ubisoft Shanghai[13][20][21][22][23]

- 2013 — Tom Clancy’s Splinter Cell: Blacklist компании Ubisoft Toronto[13][24]